# Robert A. Sutermeister
Robert Arnold Sutermeister (* 25. August 1913 in Kansas City, Missouri; † 12. Mai 2008) war ein US-amerikanischer Wirtschaftswissenschaftler.

## Werdegang
Sutermeister ist ein Enkel des Einwanderers Arnold Sutermeister, der als Captain im Amerikanischen Bürgerkrieg gekämpft hat. Nach seinem Abschluss in Wirtschaftswissenschaften 1934 an der Harvard University und einem Masterabschluss an der University of Washington wurde er 1940 Professor für Management und Organisation an der University of Washington, wo er 1981 emeritiert wurde.
Sein meistzitiertes Werk ist People and Productivity aus dem Jahre 1963, das als Eckpfeiler der modernen Produktionstheorie gilt, mehrfach neu aufgelegt sowie in verschiedene Sprachen übersetzt wurde.

## Werke
- Personnel administration in the Pacific Northwest. O. O. 1942.
- Training foremen in human relations. New York: American Management Association 1943.
- An inquiry into labor rates and labor productivity, Washington state compared with other regions. O. O. 1959.
- zusammen mit R. Joseph Monsen, Börje O. Saxberg: The modern manager. What makes him run? Seattle 1968.
- Employee performance and employee need satisfaction, which comes first? O. O. 1971.
- zusammen mit Börje O. Saxberg: Human motivation in the smaller enterprise. Seattle 1974.
- People and productivity. New York u. a.: McGraw-Hill 1976.